# Ульфельдт Якоб
Ульфельдт Якоб (1535 — 8 жовтня 1593) — данський дипломат, член риксроду (королівської ради) в 1565—1579 рр.

## Життєпис
У 1578 році здійснив дипломатичну поїздку в Московське царство з метою викупити захоплені в Данії в ході Лівонської війни вікські міста й укласти вічний мир між Данією та Московією. Дипломатична місія Я. Ульфельдта закінчилася крахом, що дуже роздратувало короля Фрідріха ІІ. Ульфельдт був усунутий з державних посад.
Я. Ульфельдт залишив досить цінні мемуари про поїздку до Московії 1578 р.(Hodoeporicon Ruthenicum) (під назвою Hodoeporicon Ruthenicum  (Подорож до Росії)), котрі містять важливу інформацію про московитське суспільство XVI ст. Рукопис своєї праці Ульфельдт підготував 1588 р. в Данії, а знайдений він був в Ліоні (Франція) у 1601 р. і опублікований у Франкфурті 1608 р. (2-ге вид. — 1627).